# Медисон Сентер (Конектикат)
Медисон Сентер (енгл. Madison Center) насељено је место без административног статуса у америчкој савезној држави Конектикат.

## Демографија
По попису из 2010. године број становника је 2.290, што је 68 (3,1%) становника више него 2000. године.
| Група             | 2000.         | 2010.         |
| Белци             | 2.134 (96,0%) | 2.172 (94,8%) |
| Афроамериканци    | 13 (0,6%)     | 20 (0,9%)     |
| Азијати           | 16 (0,7%)     | 25 (1,1%)     |
| Хиспаноамериканци | 40 (1,8%)     | 48 (2,1%)     |
| Укупно            | 2.222         | 2.290         |